# Уам!
Уам! (на английски: Wham!) е английски музикален дует, съставен от Джордж Майкъл и Aндрю Риджли. Началото им започва в ранните 80 години на 20. век. Поради конфликт с друга американска банда с подобно име, англичаните решават да си променят името на Уам! Ю Кей (Обединено кралство).
Майкъл и Риджли се срещат в Буши Мийдс Скул в Буши, близо до град Уотфорд в Хартфордшър. Двамата имат опит с музиката поради членство в ска групата Екзекютив, с която се заемат още трима училищни приятели: Дейвид (Остин) Мортимър, Хари Тадайон и Aндрю Лийвър. След разпадането на тази група, Майкъл и Риджли сформират Уам!, която се разпространява от Инървижън Рекърдс.
Майкъл приема повечето роли и отговорности – композиране, продуциране, пеене и в някои моменти, инструменталите. Докато са все още тийнейджъри, те представят себе си като хедонистични младежи, които гордо живеят неглижирано, без работа или трудова лоялност. Това се отразява в първите им сингли, които са наполовина пародия, наполовина социален коментар, и така групата се сдобива с репутация на танцова протестна група.
Дебютният запис, издаден от групата, е Wham Rap! (Enjoy What You Do) от юни 1982 г. Той е двойна „А“-страна, която съдържа Соушъл Микс и Анти-Соушъл Микс. Той не попада в плейлистите на БиБиСи Радио 1 в Обединеното кралство, отчасти поради профанните текстове в Анти-Соушъл Микс. За всеки комплект текстове са записани отделни видеоклипове.
Wham Rap! не се представя добре в класациите, но през октомври 1982 г. Young Guns (Go for It!) е пуснат. Той стартира извън Топ 40, но групата има късмет, когато БиБиСи програмата Топ Оф Дъ Попс ги представя, след като друг кандидат се отказва от програмата.

## Дискография

### Студийни албуми
- Fantastic (1983)
- Make It Big (1984)
- The Final (1986)
- Music from the Edge of Heaven (1986)